# Bukit Panjang LRT-linjen

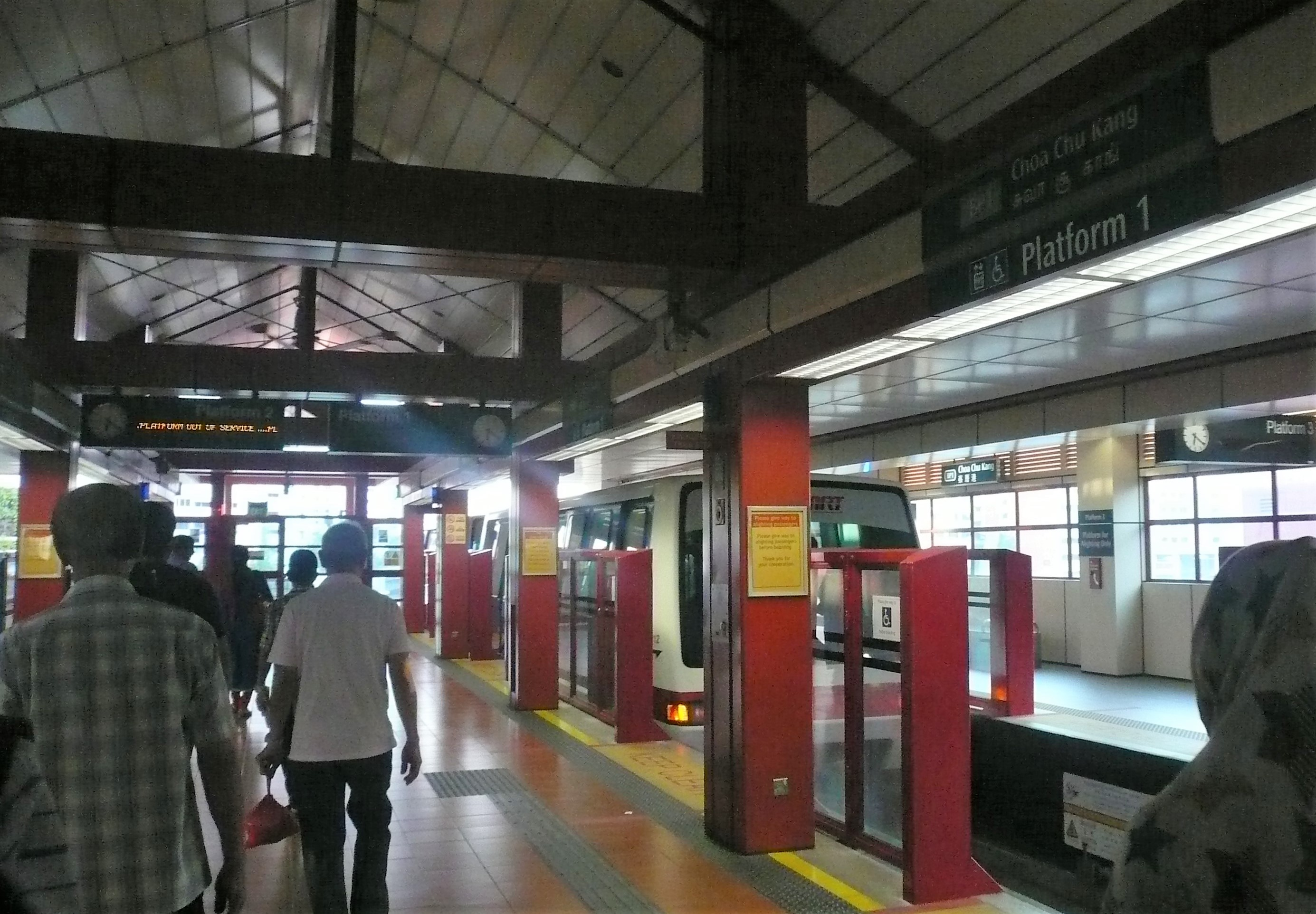
LRT plattform vid Choa Chu Kang stationen

Bukit Panjang LRT linjen är ett helautomatiskt spårvagnslinjesystem i Singapore, som sprider sig ut från MRT-stationen Choa Chu Kang. Den är byggd helt ovan mark och är 7,8 km lång, samt har 14 stationer och drivs av SMRT.